# Port lotniczy Yakubu Gowon
Port lotniczy Yakubu Gowon (IATA: JOS, ICAO: DNJO) – port lotniczy położony w Jos, w stanie Plateau, w Nigerii. 

## Linie lotnicze i połączenia
| Linia Lotnicza | Kierunek  |
| -------------- | --------- |
| Arik Air       | 1. Lagos  |
| Max Air        | 1. Abudża |
| ValueJet       | 1. Lagos  |